# Лагутэнок, Константин Павлович
Константин Павлович Лагутэнок (Лагутенок, наст. фамилия — Лагутенко, 12 декабря 1905, Гомель, Могилёвская губерния — 3 января 1978, Москва) — советский художник, автор многочисленных произведений живописи и графики, созданных им в период с начала 1930-х до конца 1970-х годов. Член Союза художников СССР, Союза художников РСФСР. Брат архитектора Виталия Лагутенко.

## Биография
Родился в семье счетовода Павла Ивановича Лагутенко. Мать — Евдокия Олимпиевна — была дочерью одарённого самобытного художника-любителя Олимпия Косенкова, работавшего акварелью с натуры. Он был первым учителем живописи своего внука Константина.
В 1925 году переехал в Москву и поступил на работу на строительство Казанского вокзала и Центрального дома культуры железнодорожников, где трудился техником его старший брат Виталий под руководством выдающегося архитектора Алексея Щусева.
Некоторое время братья Виталий и Константин жили в семье Щусева, что существенно повлияло на их дальнейшую творческую судьбу: Виталий стал крупным советским архитектором, Героем Социалистического Труда (автором знаменитых «хрущёвских пятиэтажек»), а Константин — художником, членом Союза художников СССР.
Большую роль в становлении и развитии реалистических устремлений Лагутэнка сыграл художник и поэт Павел Радимов, ставший впоследствии его ближайшим другом. В конце 1920-х годов Радимов был сопредседателем Ассоциации художников революционной России (АХРР) и последним председателем Товарищества художников-передвижников.
За несколько лет до приезда в Москву Лагутэнок начал активную творческую жизнь художника-оформителя. Создавал серии плакатов, карикатур, шаржей, листовок и лозунгов, направленных на борьбу с врагами молодой республики Советов. Участвовал в оформлении «Окон сатиры РОСТА», овладевая искусством политической графики.
С 1927 по 1930 год прошёл большой путь овладения мастерством профессионального художника-живописца реалистического направления: сначала на курсах АХРР, затем у профессора Ильи Машкова в Высшем художественно-техническом институте (ВХУТЕИНе), основанном в 1926 году на базе ВХУТЕМАСа и существовавшим до 1930 года.
После 1929 года участвовал в московских, республиканских и международных выставках.
Участвовал добровольцем в Советско-финляндской и Великой Отечественной войне. На этих войнах много рисовал с натуры — портреты солдат, фронтовые сценки. На базе этих зарисовок после 1945 года им были созданы многочисленные полотна. Например, портреты героев войны — в частности, лётчицы, Героя Советского Союза, Евгении Рудневой. Многие картины с послевоенного периода представляют многофигурные композициями с эпизодами войны, например: «Ночная разведка», «Разгром немецкого штаба» и так далее. На фотографии, сделанной в 1951 году, показано, как художник демонстрирует картину, представляющую жанровую композицию «Сын полка», автору одноимённой повести, советскому писателю Валентину Катаеву.
С 1945 по 1978 год написал многочисленные картины самых различных жанров: портреты, натюрморты, пейзажи, жанровые композиции. Как ученик Машкова, сохранил в своём послевоенном творчестве лучшие традиции русского живописного пейзажа и натюрморта — особенно, в пейзажах Верхней Волги и Подмосковья и в натюрмортах с цветами и плодами русских садов.
Картины Лагутэнка отличает тонкий вкус, самобытная запоминающаяся палитра, композиционное изящество.
Похоронен в Москве на Ваганьковском кладбище.

## Семья
Жена — И. П. Хомякова. Племянники — Андрей и Игорь. Внучатый племянник — Илья Лагутенко.

## Публикации о художнике
- А. П. Яр-Кравченко, «К.Лагутэнок». Вступительная статья к каталогу персональной выставки художника в МВД СССР, Изд. «Советский художник», М., 1978
- М. П. Сокольников, «Константин Павлович Лагутэнок», Вступительная статья к каталогу выставки художника, Изд. «МООСХ» (Московский областная организация Союза художников РСФСР) — Московский союз художников), М., 1970